# Star Tresh – The De-Generation
Star Tresh – The De-Generation ist eine parodistische deutsche Science-Fiction-Fernsehserie, bei der Wolfgang Siebers Regie führte.

## Handlung
Der unfähige, selbstverliebte und zur Trunksucht neigende Sternenflotten-Captain Jean-Luc Godard erhält das Kommando über das heruntergekommene Raumschiff Enterprise und den Auftrag, dorthin zu gehen, wo andere schon gewesen sind, um nachzuschauen, ob es da immer noch so ist.
Zur Seite gestellt werden Godard für diese Mission der kompetente, doch besserwisserische Erste Offizier Sir Winston-T (dessen Vorname Sir ist); der tricordersüchtige Schiffsarzt Dr. Pelle Eriksson, dessen Diagnosen und Therapien sich auf medizinische Gemeinplätze beschränken; die unentwegt zwanghaft Kaffee aufbrühende Kommunikationsoffizierin Ariane Clouseau; der geschwindigkeitsbesessene Steuermann Takahashi Hakamara sowie der dauerresignierende Schiffsingenieur Hagen O'Battery.
Beim Verlassen des Raumdocks ordnet Captain Godard sogleich einen Start mit Geschwindigkeit Warp 9 an, was dazu führt, dass die Enterprise durch die überzogene Beschleunigung einen Riss im Raum-Zeit-Kontinuum erzeugt und, wie es scheint, ans entgegengesetzte Ende der Galaxie geschleudert wird. Die mühevolle Rückreise mit ihren zahlreichen Hindernissen bildet den Handlungsfaden der Serie. Unter anderem wird die Besatzung dabei mit Darth Vader, einem amüsierwilligen Stephen-Hawking-Klon und einem rebellierenden Cola-Automaten konfrontiert.

## Hintergrund
Die Serie, die neben Star Trek gelegentlich auch 2001: Odyssee im Weltraum und Star Wars parodiert, wurde vorwiegend im Gebäude des Offenen Kanals Kassel gedreht; der Regieraum des Senders stellte ohne größere Veränderungen die Kommandobrücke des Raumschiffs dar, der Vorhof mit drei günstig platzierten runden Oberlichtern den Transporterraum und die Korridore verkörperten die Gänge der Enterprise. Daneben stellt die Fuldaaue einen lebensfeindlichen Planeten dar, und eine Kasseler Bar repräsentiert die Schiffsbar.
Das geringe Filmbudget spiegelt sich nicht nur in der Wahl der Drehorte, sondern auch in den verwendeten Requisiten: So ist der Tricoder des Schiffsarztes die Mittelkonsole eines Volvos und das Bedienpult des Transporters ein Synthesizer. Für die Außenaufnahmen der Enterprise im Weltraum fanden handelsübliche Plastikmodelle Verwendung, die teils vor Planeten aus angemaltem Butterbrotpapier ihre Bahn ziehen.
Erhebliche Fehleinschätzungen bezüglich des Aufwandes, der für die Fertigstellung einer dreizehnteiligen Serie nötig ist, führten dazu, dass sich die zunächst auf wenige Tage veranschlagten Dreharbeiten über einen weitaus längeren Zeitraum hinzogen: Nach acht Wochen waren zwar achtzig Prozent der Szenen abgedreht, doch die Fertigstellung der restlichen Szenen dauerte nahezu zwei Jahre.

## Fernsehen und Video
Die Serie wurde in werktäglichen Folgen, beginnend am 4. Oktober 1999, vom Offenen Kanal Kassel erstgesendet. Im folgenden Jahr veröffentlichte das Video-Label Astro Film, das die Dreharbeiten mit technischer Ausstattung unterstützt hatte, die komplette Serie auf VHS. 2001 folgte die DVD-Veröffentlichung, für die einige der Beteiligten einen Audiokommentar mit Hintergrundinformationen über die Produktion aufnahmen.